# Artur Siemaszko
Artur Siemaszko (ur. 6 stycznia 1997 w Olsztynie) – polski piłkarz, występujący na pozycji napastnika . Sześciokrotny młodzieżowy reprezentant Polski na szczeblu U-21 w ramach Pucharu Ośmiu Narodów.

## Statystyki klubowe
| Klub                | Sezonów | Liga        | Liga  | Liga   | Puchar krajowy | Puchar krajowy | Kontynentalne | Kontynentalne | Suma  | Suma   |
| Klub                | Sezonów | Liga        | Mecze | Bramki | Mecze          | Bramki         | Mecze         | Bramki        | Mecze | Bramki |
| ------------------- | ------- | ----------- | ----- | ------ | -------------- | -------------- | ------------- | ------------- | ----- | ------ |
| Zagłębie Lubin      | 1       | Ekstraklasa | 3     | 0      | 1              | 0              | 0             | 0             | 4     | 0      |
| Stomil Olsztyn      | 2       | I liga      | 57    | 13     | 4              | 1              | –             | –             | 58    | 14     |
| Zagłębie II Lubin   | 1       | III liga    | 6     | 0      | 0              | 0              | –             | –             | 6     | 0      |
| GKS Tychy           | 1       | I liga      | 6     | 0      | 0              | 0              | –             | –             | 6     | 0      |
| Arka Gdynia         | 2       | I liga      | 39    | 1      | 6              | 3              | –             | –             | 45    | 4      |
| Puszcza Niepołomice | 2       | I liga      | 28    | 4      | 2              | 1              | –             | –             | 39    | 6      |
| Puszcza Niepołomice | 2       | Ekstraklasa | 9     | 1      | 2              | 1              | –             | –             | 39    | 6      |
|                     | Łącznie | Łącznie     | 148   | 19     | 13             | 5              | 0             | 0             | 161   | 24     |